# João Pedroso de Lima
João Pedroso de Lima (Santo André de Poiares, 29 de março de 1858 — Porto, 1938) foi um oficial general do Exército Português que comandou várias divisões do Exército e foi comandante-geral da Guarda Nacional Republicana (de 23 de fevereiro de 1920 a 8 de março de 1921), tendo sido Ministro do Interior do 24.º governo republicano (em funções de 14 a 26 de junho de 1920) e interinamente Ministro da Guerra no 25.º governo republicano (em funções de 26 de junho a 19 de julho de 1920). Monárquico, foi um dos poucos militares que defendeu o regime, de armas na mão, em 5 de outubro de 1910, aderindo, depois, à república (por isso considerado adesivo).

## Biografia
Nasceu no lugar de Aldeia Nova da freguesia de Santo André de Poiares (Poiares), concelho de Vila Nova de Poiares.
Foi condecorado com o grau de grã-cruz da Ordem Militar de Avis, por proposta aprovada em 8 de dezembro de 1920, e comendador da Ordem Militar da Torre e Espada, do Valor, Lealdade e Mérito, concedida em 5 de outubro de 1919.